# Wydział Wiertnictwa, Nafty i Gazu Akademii Górniczo-Hutniczej w Krakowie
Wydział Wiertnictwa, Nafty i Gazu AGH (WWNiG) – jeden z 18 wydziałów Akademii Górniczo-Hutniczej im. Stanisława Staszica w Krakowie. Siedziba wydziału znajduje się w pawilonie A-4 AGH przy al. Adama Mickiewicza 30.

## Historia
Tradycje wydziału wywodzą się z sekcji naftowej Wydziału Mechanicznego Politechniki Lwowskiej i Akademii Górniczej (pierwsza nazwa AGH).
W 1923, cztery lata po utworzeniu uczelni, na jej jedynym wówczas wydziale - górniczym, powołano Katedrę Wiertnictwa i Eksploatacji Nafty pod kierunkiem prof. Zygmunta Saryusza Bielskiego (późniejszego rektora Akademii).
W 1936 zmieniono nazwę na Katedra Wiertnictwa i Górnictwa Naftowego.
We wrześniu 1946 katedrę tą podzielono na: Katedrę Wiertnictwa oraz Katedrę Eksploatacji Ropy.
W 1953 Katedrę Eksploatacji Ropy przekształcono w Katedrę Kopalnictwa Naftowego. W jej skład wchodziły: Zakład Eksploatacji Ropy i Zakład Gazownictwa Ziemnego.
Zarządzeniem ministra szkolnictwa wyższego z dnia 18 czerwca 1964 na Wydziale Górniczym AGH utworzono oddział Wiertniczo-Naftowy z katedrami Wiertnictwa, Kopalnictwa Naftowego oraz z utworzoną w 1966 Katedrą Geologii Naftowej.
Wydział Wiertniczo-Naftowy powołał rektor AGH prof. Kiejstut Żemaitis na podstawie zarządzenia Ministra Oświaty i Szkolnictwa Wyższego z dnia 12 lipca 1967. Był to w kolejności powstania 10 wydział tej uczelni. W skład nowego wydziału weszły Instytut Wiertnictwa Naftowego oraz Katedry Matematyki III.
W 1996 zmieniona została nazwa wydziału na obecną.
W 2007 strukturę wydziału opartą na zakładach zmieniono na katedry.

### Dziekani
Lista dziekanów od powstania wydziału w 1967:
- prof. Jan Józef Cząstka (1967 - 1969)
- prof. dr hab. inż. Józef Raczkowski (1969 - 1974)
- doc. dr inż. Stanisław Karlic (1974 - 1981)
- prof. dr hab. inż. Kazimierz Liszka(inne języki) (1981 - 1984)
- prof. dr inż. Stanisław Franciszek Jucha (1984 - 1987)
- prof. dr inż. Stefan Łaciak (1987 - 1990)
- prof. dr hab. inż. Stanisław Rychlicki (1990 - 1996)
- prof. dr hab. inż. Andrzej Gonet (1996 – 1999)
- prof. dr hab. inż. Jakub Siemek (1999 – 2002)
- prof. dr hab. inż. Stanisław Stryczek(inne języki) (2002 – 2008)
- prof. dr hab. inż. Andrzej Gonet (2008 – 2016)
- prof. dr hab. inż. Rafał Wiśniowski (2016 – )

## Struktura
Wydział składa się z następujących jednostek:
- Katedra Inżynierii Gazowniczej
- Katedra Inżynierii Naftowej
- Katedra Wiertnictwa i Geoinżynierii

## Kierunki i specjalności
Obecnie wydział kształci studentów na następujących kierunkach i specjalnościach:
- Górnictwo i Geologia

Specjalności:
- - Wiertnictwo i geoinżynieria
  - Eksploatacja złóż surowców płynnych
  - Gazownictwo ziemne
  - Ochrons środowiska w gospodarce
  - Zagospodarowanie i ochrona wód

- Inżynieria Naftowa i Gazownicza

Specjalności:
- - Wiertnictwo naftowe
  - Inżynieria naftowa
  - Inżynieria gazownicza

## Władze Wydziału (2020-2024)
- dziekan: dr hab. inż. Mariusz Łaciak, prof. uczelni
  - prodziekan ds. Nauki: prof. dr hab. inż. Barbara Uliasz-Misiak
  - prodziekan ds. Studiów Stacjonarnych: dr hab. inż. Aneta Sapińska-Śliwa, prof. uczelni
  - prodziekan ds. Studiów Niestacjonarnych: dr hab. inż. Adam Szurlej, prof. uczelni[1]

## Władze Wydziału (2016-2020)
- dziekan: prof. dr hab. inż. Rafał Wiśniowski
  - prodziekan ds. Nauki: dr hab. inż. Barbara Uliasz-Misiak
  - prodziekan ds. Studiów Stacjonarnych: dr inż. Aneta Sapińska-Śliwa
  - prodziekan ds. Studiów Niestacjonarnych: dr hab. inż. Adam Szurlej

## Władze Wydziału (2012-2016)
- dziekan: prof. dr hab. inż. Andrzej Gonet
  - prodziekan ds. Nauki: dr hab. inż. Czesław Rybicki
  - prodziekan ds. Studiów Stacjonarnych: dr hab. inż. Jan Ziaja
  - prodziekan ds. Studiów Niestacjonarnych: dr hab. inż. Jan Macuda

## Koła naukowe
Przy wydziale działają:
- Koło Naukowe Geowiert
- Koło Naukowe Nafta i Gaz
- Koło Naukowe Zdrój
- Koło Naukowe Rotor